# América espanhola

Países constituintes da América Hispânica.

A América espanhola, América hispânica, América hispanófona ou América hispanofalante é uma região cultural composta pelos países das Américas onde o espanhol é falado. Seu gentílico é "hispano-americano".
É um território composto por dezenove países com uma população total de mais de 400 milhões de habitantes. Na maioria deles, o espanhol é uma língua oficial ou co-oficial, sem prejuízo da pré-existência de comunidades, principalmente indígenas, que falam suas próprias línguas, às vezes de forma exclusiva. Outras línguas faladas na América Latina são o guaraní, aimara, quechua, náhuatl, maias, wayú e mapudungun. A religião predominante é o cristianismo (especialmente da denominação católica).
O termo deve ser distinguido de "ibero-americano, que inclui as nações americanas cuja língua oficial ou co-oficial é apenas espanhola e portuguesa, e a América Latina ou Latinoamérica, que inclui as nações ou territórios do continente americano que têm a língua oficial ou co-oficial espanhol, português e francês.
De acordo com o Diccionario panhispánico de dudas é "o conjunto de países americanos de língua espanhola", mas afirma que a definição não inclui os Estados americanos "nos quais a língua oficial não é o espanhol". "Seu nome, hispano-americano, refere-se estritamente ao que pertence ou está relacionado com a América espanhola e não inclui, portanto, o que pertence ou é relativo à Espanha."
Em relação ao caso particular de Porto Rico, existem diferenças de opinião, porque, embora alguns não o incluam a região, dado que é um dos territórios não incorporados dos Estados Unidos (um país de língua inglesa), outros consideram que sua condição de estado livre associado é assimilável à noção de colônia.

## Países americanos de língua espanhola
| País                 | População   | Área (km²) | Capital             | Porcentagem de falantes de espanhol como língua materna | PIB (PPA)      | PIB (Nominal)  |
| -------------------- | ----------- | ---------- | ------------------- | ------------------------------------------------------- | -------------- | -------------- |
| Argentina            | 44 494 502  | 2 780 400  | Buenos Aires        | 99,3 %                                                  | 927 382        | 488 213        |
| Bolívia              | 11 240 978  | 1 098 581  | La Paz e Sucre      | 64 %                                                    | 69 979         | 29 802         |
| Chile                | 18 099 000  | 756 102    | Santiago            | 95,42%                                                  | 410 277        | 276 975        |
| Colômbia             | 49 583 637  | 1 141 748  | Bogotá              | 99,03 %                                                 | 641 532        | 381 822        |
| Costa Rica           | 4 890 379   | 51 100     | San José            | 97,25 %                                                 | 71 211         | 49 621         |
| Cuba                 | 11 616 004  | 110 860    | Havana              | 100 %                                                   | 211 946        | 125 000        |
| Equador              | 16 755 452  | 283 561    | Quito               | 92,96 %                                                 | 181 950        | 94 144         |
| El Salvador          | 7 415 479   | 21 041     | San Salvador        | 100 %                                                   | 50 903         | 24 512         |
| Guatemala            | 17 383 245  | 108 889    | Cidade da Guatemala | 64,7 %                                                  | 118 655        | 54 383         |
| Honduras             | 9 126 229   | 112 492    | Tegucigalpa         | 97,16 %                                                 | 38 946         | 18 813         |
| México               | 123 982 528 | 1 964 375  | Cidade do México    | 92,17 %                                                 | 2 143 499      | 1 258 544      |
| Nicarágua            | 6 592 000   | 130 370    | Manágua             | 87,4 %                                                  | 29 850         | 11 272         |
| Panamá               | 4 115 897   | 75 420     | Cidade do Panamá    | 99,8 %                                                  | 76 953         | 47 473         |
| Paraguai             | 7 052 983   | 406 752    | Assunção            | 55,1 %                                                  | 57 866         | 28 333         |
| Peru                 | 32 162 184  | 1 285 216  | Lima                | 80,3 %                                                  | 414 389        | 217 607        |
| Porto Rico (EUA)     | 3 615 086   | 9 104      | San Juan            | 95,1 %                                                  | 107 661        | 101 034        |
| República Dominicana | 10 766 998  | 48 670     | Santo Domingo       | 98,98 %                                                 | 135 738        | 60 765         |
| Uruguai              | 3 487 000   | 176 215    | Montevidéu          | 96,6 %                                                  | 69 777         | 56 345         |
| Venezuela            | 31 828 000  | 916 445    | Caracas             | 96,48 %                                                 | 545 704        | 373 978        |
| Total                | 414 207 581 | 11 500 307 |                     | 91,78 %                                                 | 6 274 698 (4º) | 3 689 675 (4º) |

Os dezenove países pertenciam ao Império Espanhol: daí a difusão da língua. Em Porto Rico, o espanhol é co-oficial com o inglês,pelo fato de ser um território dos Estados Unidos; no entanto, o espanhol é a língua mais usada na ilha caribenha. Os países hispânicos da América do Sul têm uma área estimada de mais de 8,8 milhões de km² (49%, quase 50% do território sul-americano), equivalente a ser o quinto maior país do mundo em área total (deslocando o Brasil para a sexta) mas no total, os países Hispanofonos dariam a segunda maior entidade por extensão, no entanto sem incluir em todos os territórios antárticos reivindicados pelo Chile e Argentina que são muito mais do que um milhão de quilômetros quadrados.

## História

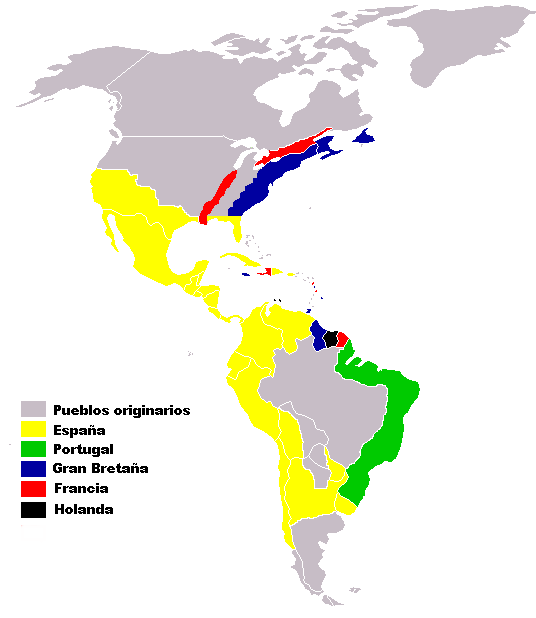
Colônias europeias (séculos XVI-XVII).

A colonização espanhola das Américas é o processo de descoberta, civilização e desenvolvimento humano e social dos domínios espanhóis da América, que começou quando a Coroa espanhola incorporou em seus património vastos territórios do continente americano, e as pessoas que habitavam, estendendo-se bem o vasto Império Espanhol.
O desenvolvimento fazia parte de processos históricos mais amplos, chamados de conquista, mercantilismo, colonialismo e imperialismo, de modo que a colonização europeia da América afetou uma quantidade considerável de territórios e povos nativos na América entre os séculos XVI e XX. Nos aspetos mais negativos de sua dinâmica colonial, o império espanhol, para se manter contra outras potências europeias, despovoou a Espanha e consumiu as riquezas que o transporte espanhol acrescentava na Europa ao ouro e à prata da América. Como na América o ouro e a prata não tinham qualquer valor comercial nas sociedades ameríndias nem fora do escambo, nem outros recursos naturais, tal valor foi acrescentado pelo comércio espanhol durante toda a sua permanência. Por outro lado, há um debate apaixonado sobre a destruição das culturas originais da América causada pela colonização espanhola. Durante a conquista da América houve um colapso demográfico da população indígena. As razões para isso estão em debate, distinguindo as correntes que o atribuem a um efeito indesejado de doenças epidêmicas trazidas pelos colonizadores europeus, dos que afirmam que foi um genocídio, originado no tratamento dado aos povos indígenas.
Havia projetos espanhóis para a independência da América que, no entanto, não poderiam ser implementados, e a partir de 1808, com a queda do monarca Fernando VII e o início da transformação da Espanha em um estado liberal em 1812, o início da violento desmembramento do Império Espanhol na América. Os territórios americanos sob domínio espanhol, convertidos em repúblicas, iniciaram suas lutas pela emancipação e os atos de expulsão dos espanhóis da América. Por fim as ilhas de Cuba e Porto Rico, sob soberania da Espanha, no ano 1898 foram separados pela intervenção militar dos Estados Unidos, sendo os últimos bens coloniais espanhóis da América a se organizar como Estados independentes.

## Demografia
Graças à bula pontifícia Sublimis Deus de 1537 do Papa Paulo III, os indígenas foram declarados seres humanos com todos os efeitos e habilidades dos demais cristãos. Os espanhóis se esforçaram para incorporar os indígenas em sua civilização e em sua Igreja, mesmo à custa da anulação de sua identidade cultural.

### Etnografia
De um ponto de vista etnográfico, a população da América Espanhola difere de país para país e mesmo em cada área geográfica. Em alguns, sua base populacional é constituída pelos povos originários do leste da Ásia que descobriram ou povoaram o continente entre 25.000 e 14.000 anos aC, em outros por migrantes da Europa e do continente africano (como é o caso da República Dominicana).
No final do século XV, os europeus começaram a conquista, colonização e subjugação das sociedades indígenas. Na América espanhola foi principalmente o Império Espanhol que se encarregou de conquistar e colonizar o território. A presença de conquistadores espanhóis, na maioria homens, produziu uma primeira troca sexual - às vezes de maneira forçada - entre grupos étnicos europeus (principalmente espanhóis) e grupos étnicos indígenas. No século XVI, houve um grande declínio na população indígena, que levou os espanhóis a trazer pessoas de vários grupos étnicos da África subsaariana, seqüestrados em suas terras e levados à força sob um regime escravista. Grupos étnicos africanos também se misturaram na América espanhola - às vezes de maneira forçada - com os diferentes grupos étnicos europeus (principalmente espanhóis) e os diferentes grupos étnicos indígenas.
Entre os séculos XIX e XX houve uma grande onda de migração para a América Espanhola, que incluía vários grupos étnicos europeus e um pequeno número de asiáticos (galegos, bascos, irlandeses, catalão, castelhano, genoveses, franceses, calabreses, napolitanos, venetos, sicilianos, lombardos, polacos, alemães, russos, árabes, armênios, judeus, japoneses, chineses, entre outros, principalmente europeus), cuja proporção varia de país para país. Esses grupos étnicos euro-asiáticos também se misturaram com os grupos étnicos presentes nos países hispano-americanos, dando origem a novos grupos étnicos que preservam em maior ou menor grau as contribuições étnicas que os originaram.
Fenômenos imigratórios recentes permitiram que houvesse grande miscigenação étnica entre a América Latina e América Anglo-Saxônica, visto que a população de origem hispânica e latina nos Estados Unidos tem crescido exponencialmente nos últimos anos.
Entretanto, a diversidade étnica hispano-americana tem sido objecto de atos pesados de discriminação racista, desde que o Império Espanhol conquistou a região no século XVI uma ordenação hierárquica da população de acordo com a "raça" e "cross" ou "casta", chamado Casta, cujas classificações, embora tenham sido legalmente abolidas, ainda não desapareceu de uso comum, como acontece com os termos "branco", "mestiços" e "mulatos".

### Povos indígenas

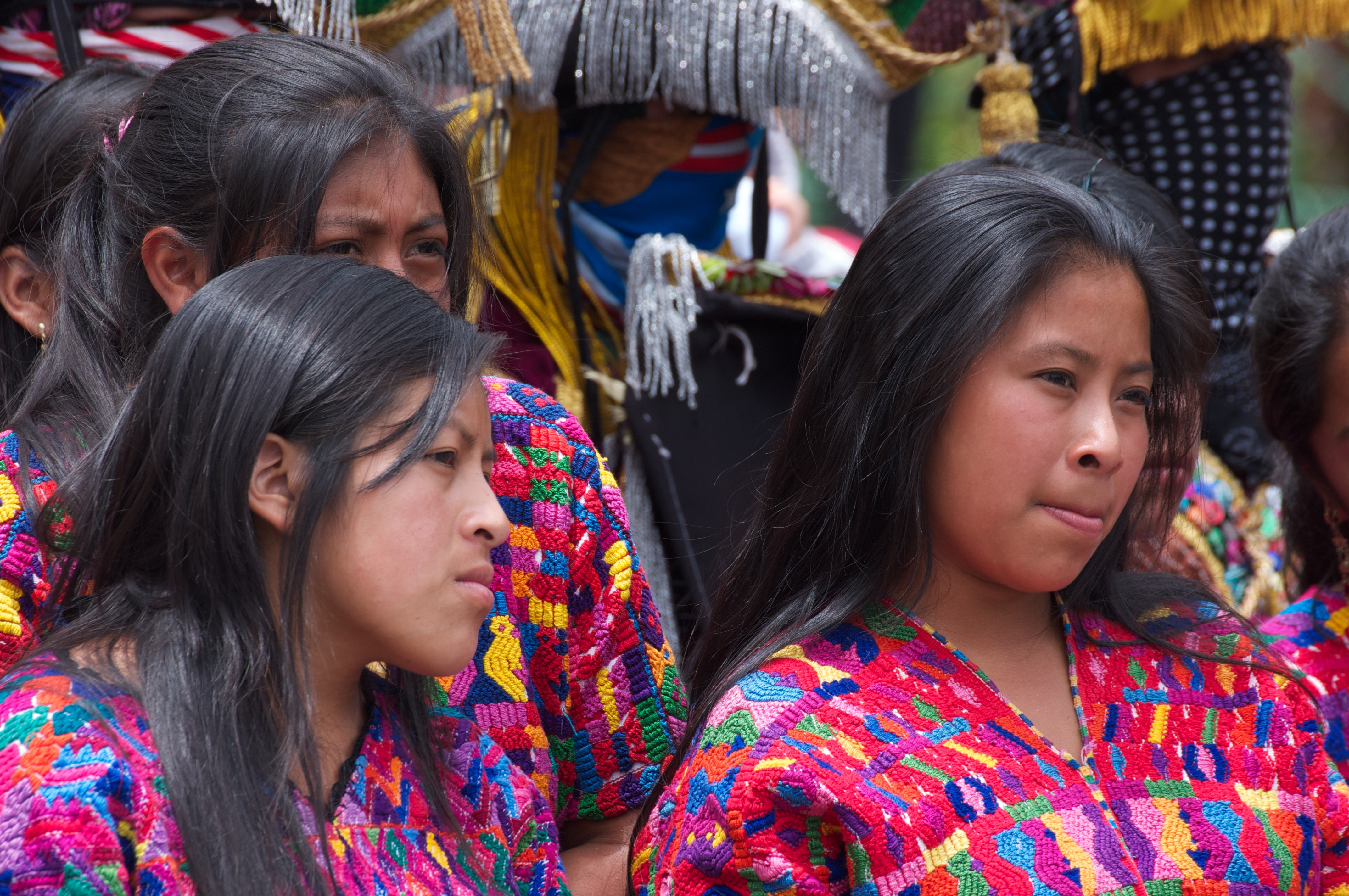
Mulheres maias na Guatemala.

Os povos e nações existentes na chegada dos europeus à América são chamados indígenas ou originais. Populações da Ásia entraram no Estreito de Bering durante a última era do gelo, cerca de 25.000 anos atrás, e colonizaram os quatro subcontinentes. O único país onde a porcentagem de indígenas é o maior componente da população é a Bolívia, enquanto no Peru e na Guatemala eles compõem entre 40-45%. Existem comunidades indígenas significativas no Paraguai, México, Nicarágua, Honduras, El Salvador, Equador e Panamá. Finalmente, há minorias na Venezuela, Colômbia, Chile e Argentina. A cultura dos povos indígenas da América varia enormemente. A língua, a vestimenta e os costumes variam bastante de uma cultura para outra. Isto é devido à ampla distribuição dos americanos e as adaptações para as diferentes regiões da América. Por exemplo, devido à região semidesértica, os chichimecas da Aridoamérica nunca formaram uma civilização como a da Mesoamérica, seus vizinhos ao sul. Como conseqüência disso, os Chichimecas formaram uma cultura baseada na prática do nomadismo. Embora os astecas e incas formassem civilizações extensas e ricas, as roupas de ambos dependiam muito do clima de suas terras. Na Mesoamérica, onde o clima é mais quente, costumavam usar menos roupas do que os habitantes da cordilheira dos Andes. Mesmo assim, existem algumas características culturais que a maioria dos nativos americanos praticou.

### Mestiços

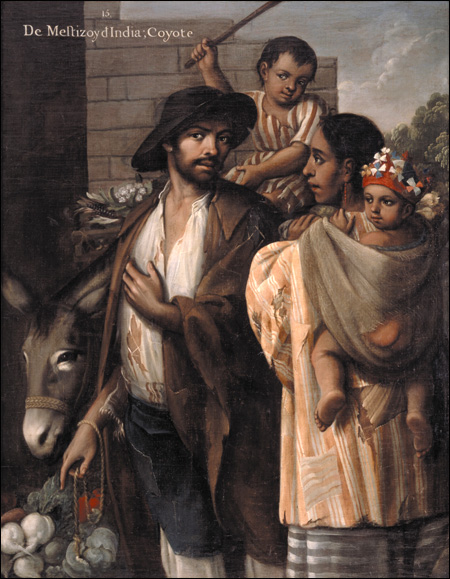
Um homem mestiço e sua esposa indígena, durante o Vice-Reino da Nova Espanha 1763, por Miguel Cabrera.

Mestiço ou mestiça é um termo dentro do sistema de castas e raças utilizado pelo Império Espanhol para classificar a população americana e atribuir privilégios e deveres como os membros de cada pessoa. Dentro desse sistema racista o nome da pessoa mestiça era o resultado de cruzamentos entre a "raça branca" (europeia) e a "raça indígena" foi aplicado. A Real Academia Espanhola incluiu a palavra definindo -o como nascido de pai e mãe de diferentes raças, especialmente o homem branco e indígena, ou um homem indígena e mulher branca, embora no último século o termo raça tenha caído em desuso em campos acadêmicos, sendo substituído pelo conceito de etnia. Apesar da condenação universal do racismo, a categoria continua a ser usada por algumas pessoas e alguns estudos, em muitos casos sem qualquer rigor. O uso da categoria "mestiço" e outras categorias oriundas de classificações racistas da população como "zambo" ou "mulato" tem sido questionada como racismo por diversos estudos.

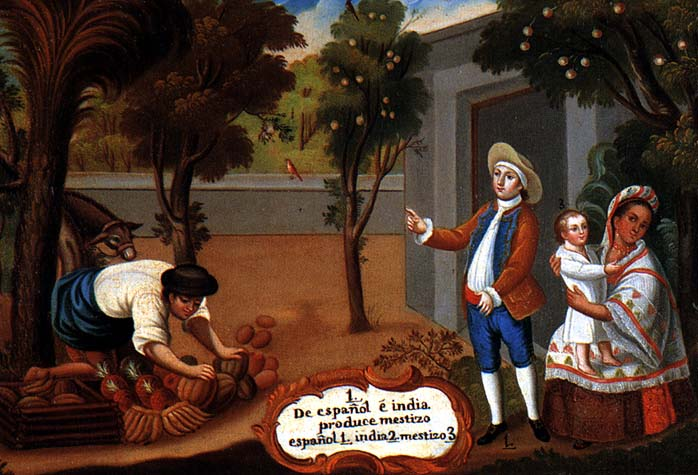
Uma representação de mestiços em uma "Pintura de Castas" da época colonial. "De espanhol e indiano produz mestiço".

O termo mestiço existe certa imprecisão, uma vez que em castelhano tem sido aplicado especialmente para o resultado do cruzamento entre indivíduos Espanhóis e indígenas (uma vez que não há muita menção sobre a mistura de europeus não ibéricos com indígenas). Ele esquece esse uso que uma parte considerável de miscigenação na América Hispânica foi feita entre o branco com preto, preto com ameríndios ou sub cruzamento com mestiços e negros ameríndios. Os indomestizos, adquiriu esse nome para exibir um fenótipo, indicando que eles estavam misturando um vira-lata e um índio, no caso de pé torto, um preto e um nativo americano e um branco com preto no caso de preto ou marrom, e de um mestiço ao resultado de um branco com ameríndios, e deste resultado com outro ameríndio, é um indomestizo. Paraguai, México, Nicarágua, Honduras, El Salvador, Equador, embora essas denominações raciais na América Latina e na América são utilizados ou deve ser usado de maneira mais parcial por causa de algumas populações com ancestrais de diferentes raças não apenas dois, também aplicado em termos como zambo ou mulato. Não é também um número significativo de população mista, mas não é maioria em países como Bolívia, Peru, Guatemala e República Dominicana.

#### Crioulos e brancos
"Crioulo" foi um termo usado nas colônias para distinguir as pessoas que nasceram nas colônias, mas eram descendentes de europeus e índios ou africanos. Em seguida, o termo foi usado para diferenciar pessoas de "raça europeia", cujos ancestrais já estavam na América no início do século XIX, o povo dos novos imigrantes.

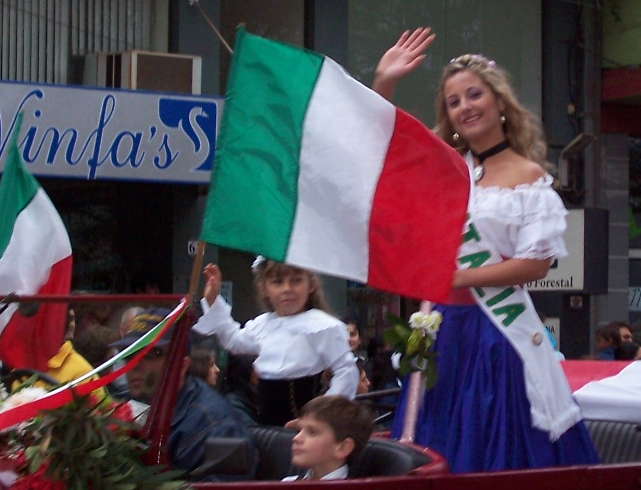
Na imagem, a Rainha da Beleza da Itália no Fiesta Nacional del Inmigrante em Oberá, Província de Misiones, Argentina.

Na Argentina, houve casos que, devido a pressões racistas, antes e depois da era colonial, muitas pessoas com ancestrais indígenas ou africanos esconderam essas raízes para serem classificadas como "brancas" ou "crioulas". Na direção oposta, alguns setores sociais de ascendência europeia se opõem ao "crioulo" ao "civilizado" ou ao "europeu", atribuindo à condição crioula uma carga desvalorizante e depreciativa.
A emigração europeia para a América Latina recebeu um grande número de pessoas de diferentes países, principalmente para a Argentina, Colômbia, Uruguai, Venezuela, Cuba, México e Chile, onde houve um número maior de pessoas de países europeus concentrados. Os principais diásporas europeus para a América Latina foram especialmente espanhóis na Argentina, Venezuela, Cuba, Colômbia, Costa Rica e México, portugueses especialmente na Venezuela e Uruguai, Italianos na Argentina, Chile, Uruguai, Venezuela, Peru e México, Alemães na Argentina, México, Chile, Venezuela, Bolívia, Peru e Guatemala, Franceses na Argentina, Chile e Uruguai, Irlandês na Argentina, Chile e México, ingleses na Argentina, Chile e Peru, e, finalmente, croatas na Argentina e Chile.
Recentes estudos genéticos demonstraram que grandes setores da população tradicionalmente classificada como "europeu", "branco" ou "crioulo" realmente tem um ou mais ascendência indígena ou Africano. Na Argentina, por exemplo, de onde veio a ser estabelecida pelo censo em 1947 que mais de 95% de sua população era branco, recentes estudos genéticos demonstraram que mais da metade da população tem pelo menos um ancestral indígena ou Africano, geralmente maternalmente (note que não só acontece com as pessoas que são chamadas de branco, também ocorre com as pessoas que estão classificados como negro ou indígena).
Ao contrário desses estudos, outras fontes afirmam que em países com predominância dessa ancestralidade, como Uruguai, Argentina e Costa Rica, superam 80% da população.
Em Porto Rico (Estados Unidos) há também uma maioria absoluta de crioulos, o que representa entre 70 a 80% da população. Em países como Cuba, a população branca representa 65%, enquanto no Chile, na Venezuela e na Colômbia é de cerca de 50%.
Outros países que aparecem como minoria, mas são visíveis são Paraguai, Guatemala, Nicarágua e México, que têm porcentagens entre 17 e 20%, Peru com 15%, República Dominicana com 14%, El Salvador e Bolívia 12% e finalmente Panamá 10% (embora este último não esteja bem especificado). Por outro lado, países como Equador e Honduras são baixas minorias da população.
Em suma, os países com mais pessoas de origem crioula são Argentina (cerca de 38 milhões), México (20-25 milhões), Colômbia  (aproximadamente 20 milhões), Venezuela (mais de 13 milhões) Chile (mais de 10 milhões), Cuba (mais de 7 milhões) e Peru (mais de 3,5 milhões). Na Argentina classificada como "branco" em muitos casos, não corresponde à população classificada como "criolla", porque é descendentes de imigrantes que chegaram entre 1850 e 1950, principalmente italianos.

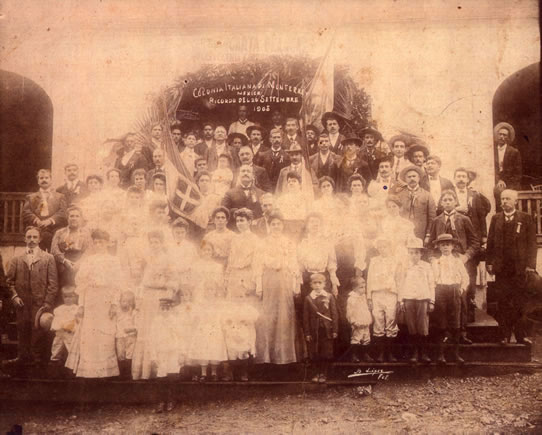
Imigrantes europeus não ibéricos após o Segundo Império Mexicano.

Imigração de Espanha e também incluindo Portugal durante a conquista e, especialmente, durante o período colonial, imigrantes de outros países europeus, principalmente posteriormente se juntou a Itália, Alemanha, Reino Unido, França, Irlanda e Croácia. Argentina e Uruguai aumentou sua população notavelmente após receberem fluxos migratórios importantes da Europa a partir da segunda metade do século XIX, principalmente da Itália, Portugal, Espanha e Alemanha. O Chile recebeu um grande número de imigrantes principalmente espanhóis (Bascos), com contribuições de alemães, italianos, croatas, franceses, suíços e britânicos árabes, que constituem a população nativa, estimada em 52,3%. Por seu turno, Cuba recebeu uma considerável imigração baseada, quase inteiramente, em espanhóis. Costa Rica, recebeu um número considerável de exilados espanhóis durante os anos 1930 (como fuga do regime de Francisco Franco) como bem como outras imigrações da França, Itália, Países Baixos, Inglaterra, etc, também mantém a hispanidade homogênea entre sua população vinda da colônia, que também influenciou em suas etnias. Porto Rico também recebeu imigração europeia, principalmente da própria Espanha e também da França, mas no início do século XIX. O México durante o século XX e meados do século XIX também recebeu imigrantes principalmente exilados espanhóis, assim como italianos, franceses, ingleses, alemães e, muito recentemente, americanos e canadenses de origem britânica e alemã. A Colômbia recebeu a imigração, principalmente, espanhol e árabe; O Paraguai recebeu imigração europeia no século XX, assim como na Colômbia, mas em um fluxo muito menor. O Peru recebeu imigração nos séculos XIX e XX, também em fluxos menores. A Venezuela sendo hoje um país multiétnico, teve grande imigração também no século XX, especialmente de espanhóis, portugueses, italianos e alemães; isso graças ao crescimento econômico devido à descoberta do petróleo, que modificou acentuadamente sua etnografia, atualmente a população crioula representava 43,6% da população total. Estudos recentes de DNA mitocondrial, transmitidos apenas por mães, na população de fenótipo branco nesses países revelam que há também uma porcentagem de miscigenação nessa população. O que coincide com os dados históricos de predominância de imigrantes masculinos.

### Comparação com outras entidades políticas
| Posto | Bandeira                 | País              | População (2016) | População (2005) |
| ----- | ------------------------ | ----------------- | ---------------- | ---------------- |
| 1     | Bandera de China         | China             | 1 374 198 000    | 1 313 661 696    |
| 2     | Bandera de India         | Índia             | 1 310 214 000    | 1 080 264 388    |
| 3     | Bandera de Unión Europea | União Europeia    | 508 191 000      | 460 322 425      |
| 4     |                          | América Hispânica | 403 145 000      | 365 307 875      |
| 5     |                          | Estados Unidos    | 322 439 000      | 300 061 309      |
| 6     | Bandera de Indonesia     | Indonésia         | 257 269 000      | 222 781 000      |
| 7     | Bandera de Brasil        | Brasil            | 205 304 000      | 186 405 000      |

### Países por Índice de Desenvolvimento Humano (IDH)
| Posto                             | País                 | IDH   |
| --------------------------------- | -------------------- | ----- |
| DESENVOLVIMENTO HUMANO MUITO ALTO |                      |       |
| 1                                 | Chile                | 0,847 |
| 2                                 | Porto Rico           | 0,845 |
| 3                                 | Argentina            | 0,827 |
| DESENVOLVIMENTO HUMANO ALTO       |                      |       |
| 4                                 | Uruguai              | 0,795 |
| 5                                 | Panamá               | 0,788 |
| 6                                 | Costa Rica           | 0,776 |
| 7                                 | Cuba                 | 0,775 |
| 8                                 | Venezuela            | 0,767 |
| 9                                 | México               | 0,774 |
| 10                                | Peru                 | 0,740 |
| 11                                | Equador              | 0,739 |
| 12                                | Colômbia             | 0,727 |
| 13                                | República Dominicana | 0,722 |
| DESENVOLVIMENTO HUMANO MÉDIO      |                      |       |
| 14                                | Paraguai             | 0,693 |
| 15                                | El Salvador          | 0,680 |
| 16                                | Bolívia              | 0,674 |
| 17                                | Nicarágua            | 0,645 |
| 18                                | Guatemala            | 0,640 |
| 19                                | Honduras             | 0,625 |

### As 35 cidades mais populosas

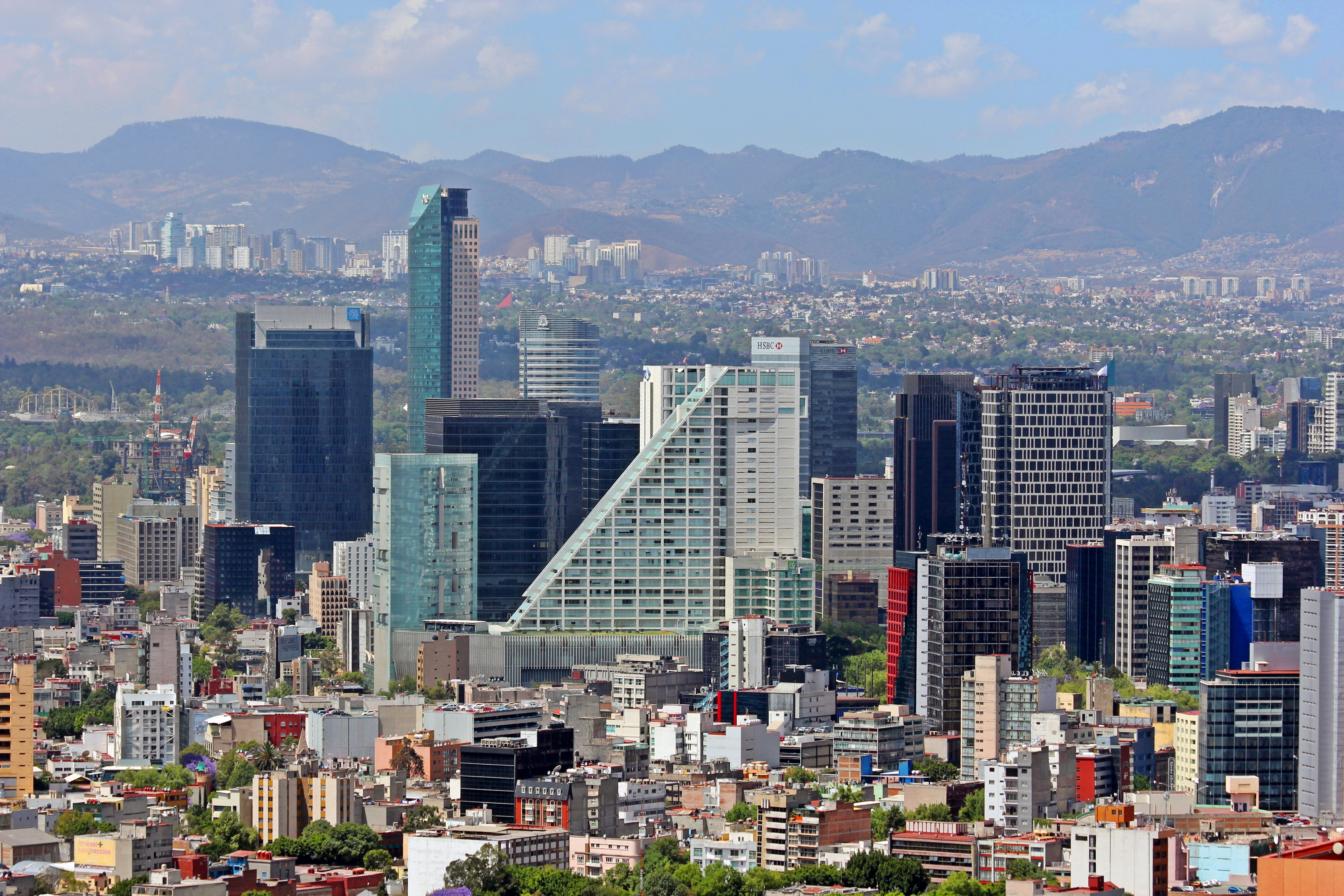
Cidade do México.

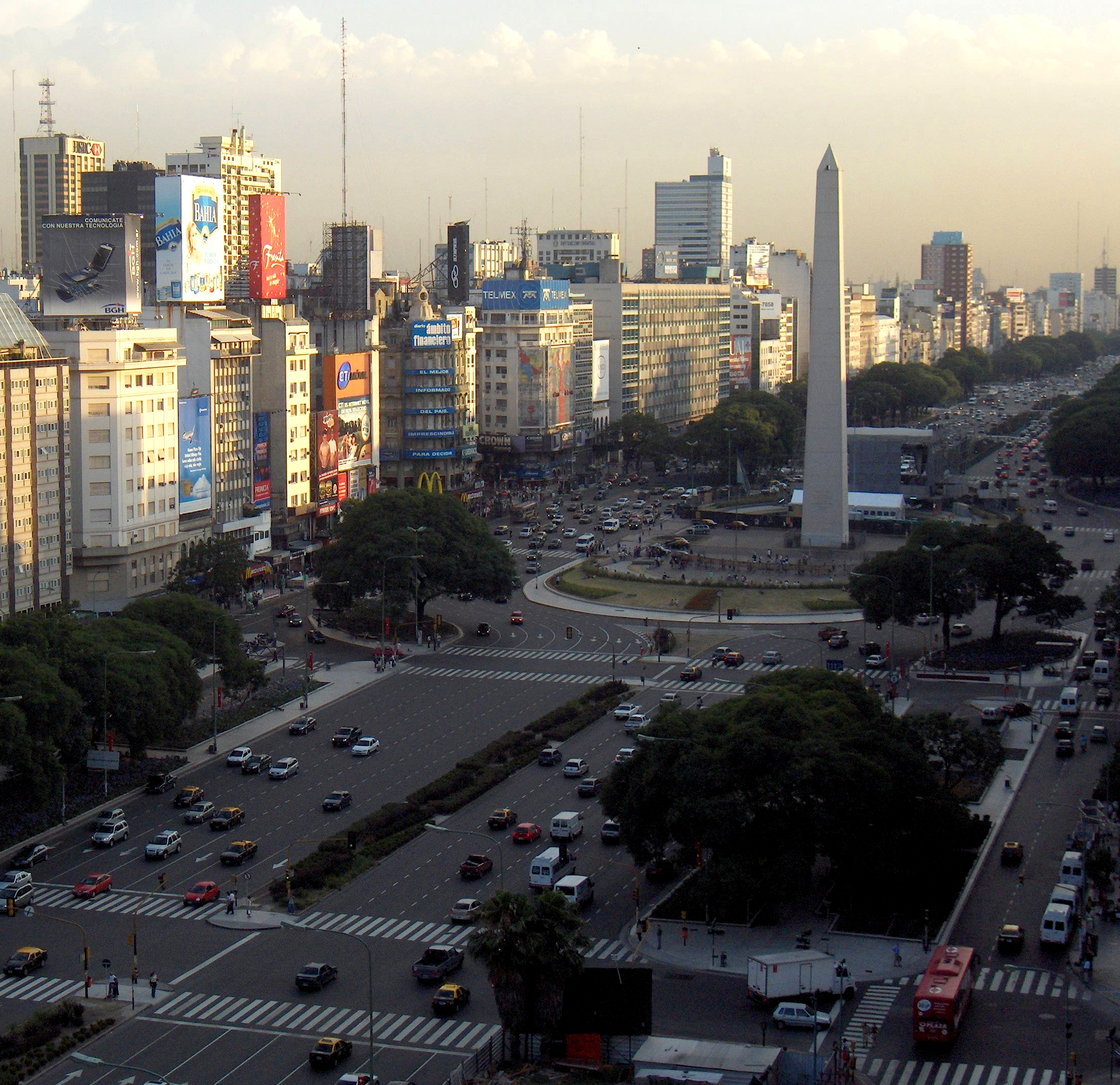
Buenos Aires.

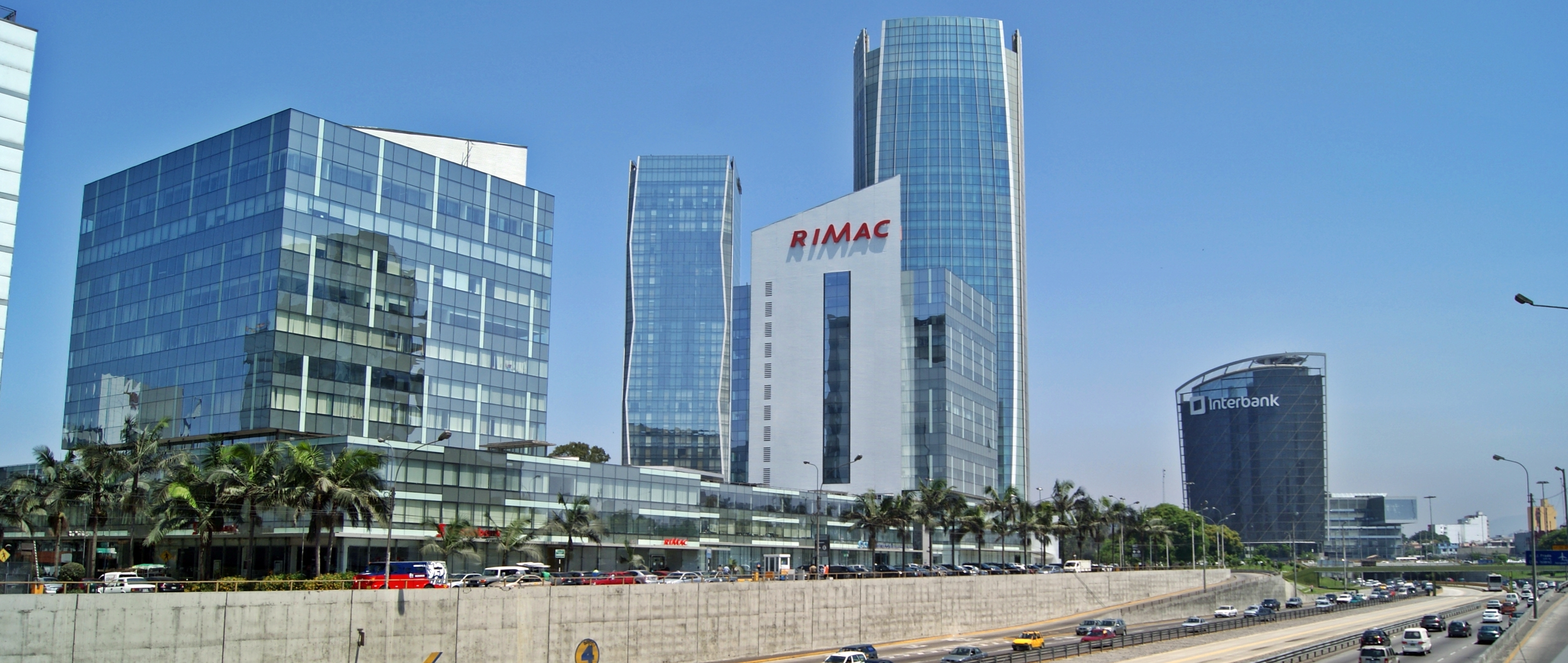
Lima.

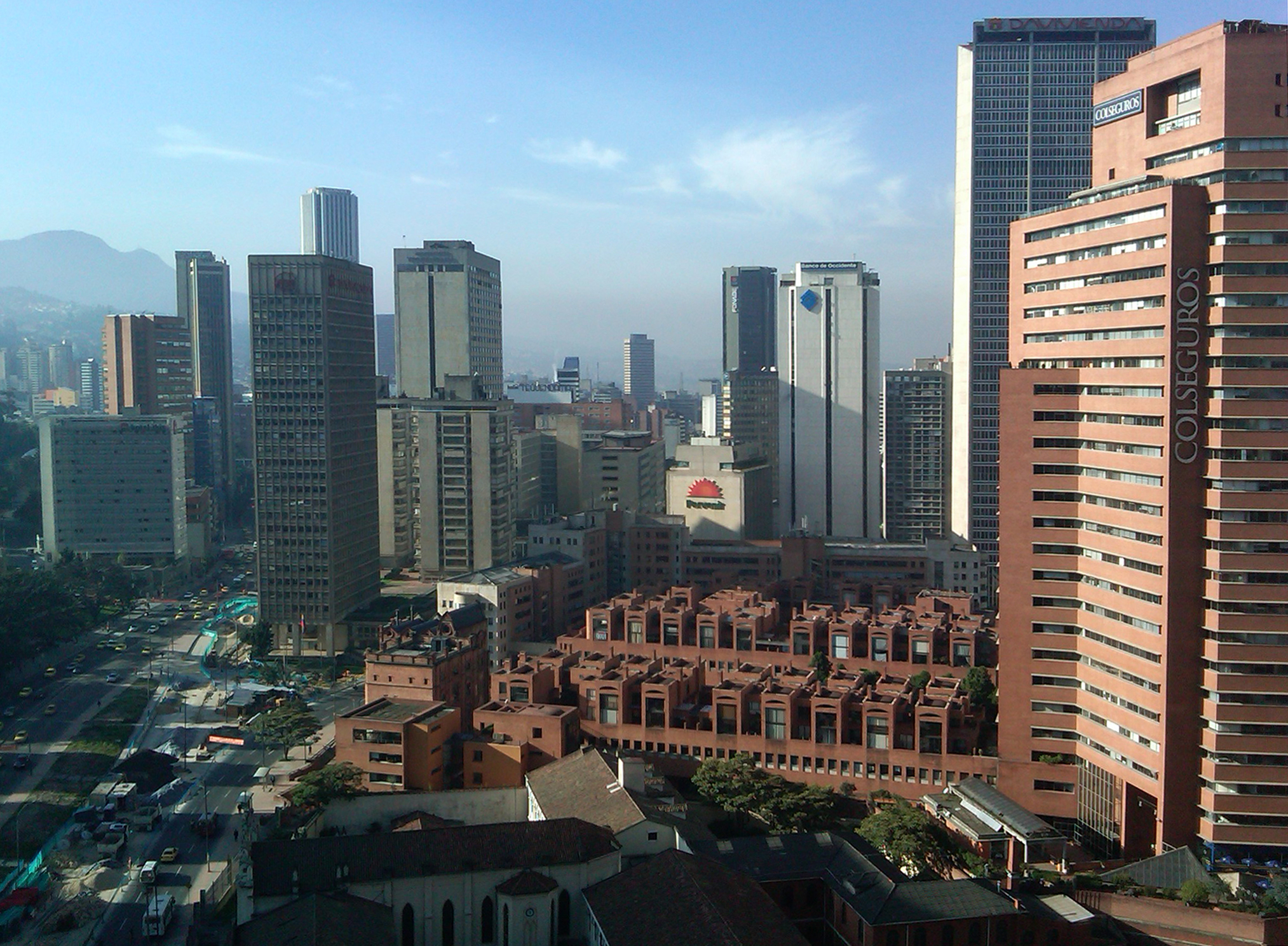
Bogotá.

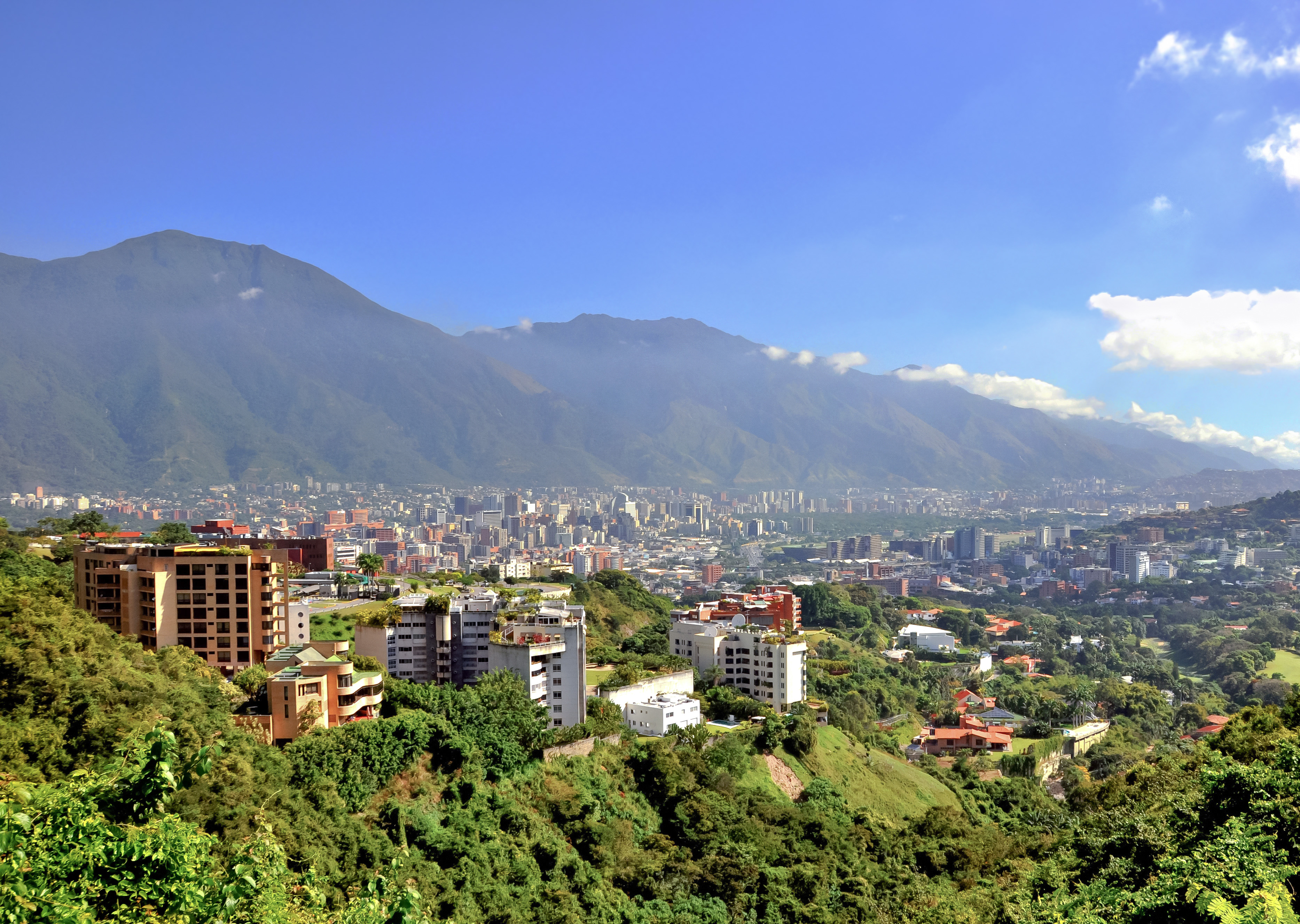
Caracas

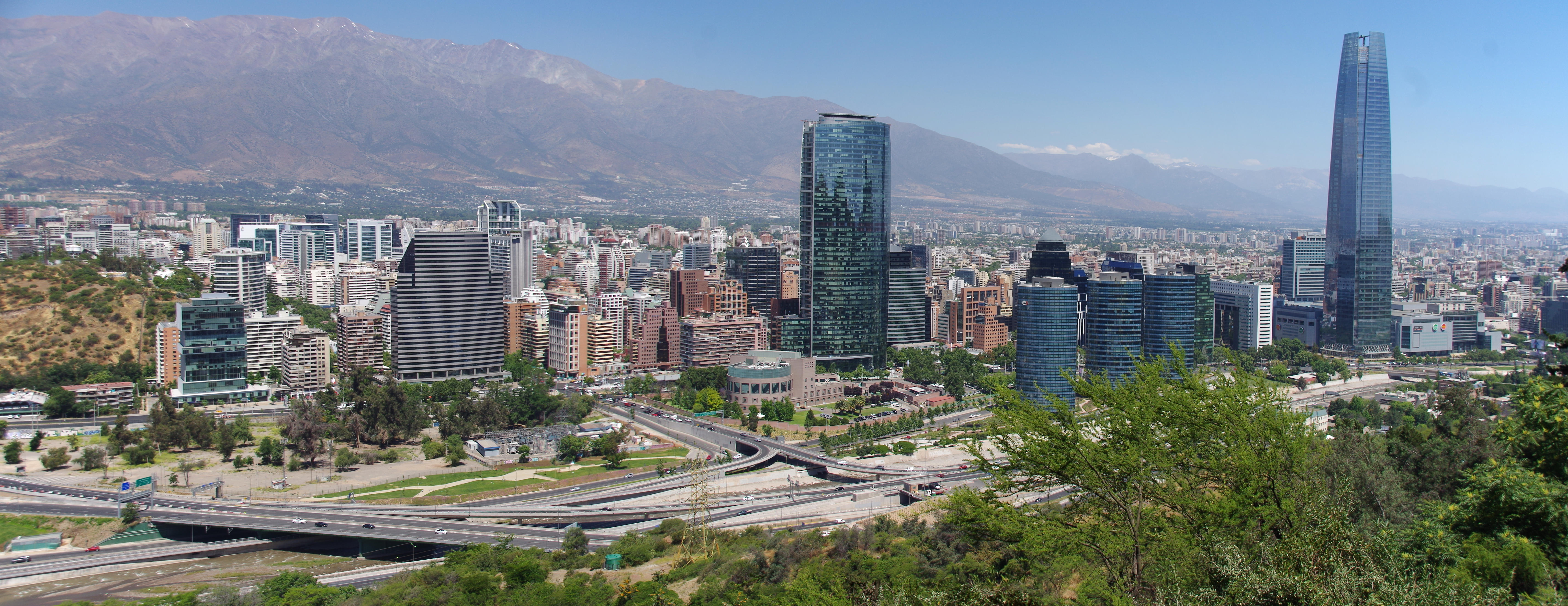
Santiago

| País                 | Cidade              | Área metropolitana |
| -------------------- | ------------------- | ------------------ |
| México               | Cidade do México    | 22 500 000         |
| Argentina            | Buenos Aires        | 15 900 000         |
| Peru                 | Lima                | 12 010 005         |
| Colômbia             | Bogotá              | 9 300 000          |
| Venezuela            | Caracas             | 7 943 901          |
| Chile                | Santiago            | 6 950 000          |
| México               | Guadalajara         | 4 950 000          |
| México               | Monterrei           | 4 625 000          |
| Colômbia             | Medellín            | 3 775 000          |
| República Dominicana | Santo Domingo       | 3 625 000          |
| Guatemala            | Cidade da Guatemala | 3 025 000          |
| México               | Puebla              | 2 975 000          |
| Equador              | Guayaquil           | 2 975 000          |
| Colômbia             | Cali                | 2 925 000          |
| Paraguai             | Assunção            | 2 525 000          |
| Equador              | Quito               | 2 525 000          |
| Venezuela            | Maracaibo           | 2 450 000          |
| Cuba                 | Havana              | 2 225 000          |
| México               | Toluca              | 2 200 000          |
| Costa Rica           | San José            | 2 158 898          |
| Porto Rico (US.)     | San Juan            | 2 150 000          |
| Colômbia             | Barranquilla        | 1 990 000          |
| México               | Tijuana             | 1 950 000          |
| Uruguai              | Montevidéu          | 1 947 604          |
| El Salvador          | San Salvador        | 1 930 000          |
| Venezuela            | Valencia            | 1 920 000          |
| Bolívia              | La Paz              | 1 870 000          |
| Bolívia              | Santa Cruz          | 1 830 000          |
| México               | León                | 1 740 000          |
| Argentina            | Córdoba             | 1 570 000          |
| México               | Ciudad Juárez       | 1 460 000          |
| Panamá               | Cidade do Panamá    | 1 450 000          |
| Venezuela            | Maracay             | 1 370 000          |
| Argentina            | Rosario             | 1 330 000          |

## Situação do idioma espanhol

Argentina, o mais extenso país de língua espanhola territorialmente.

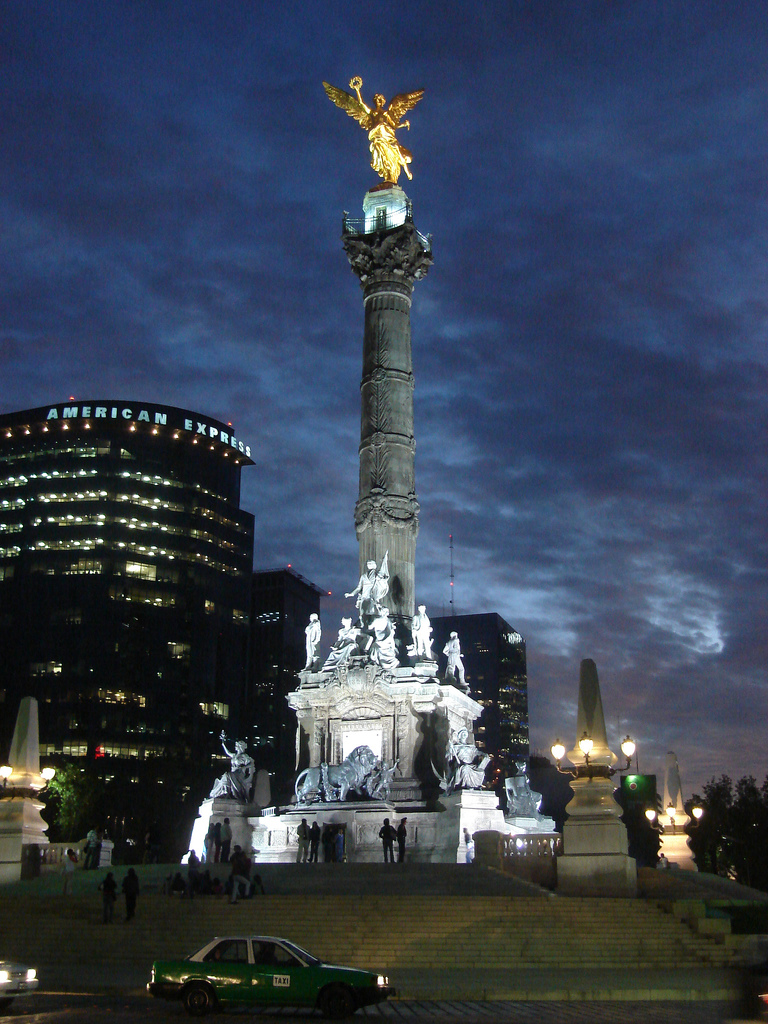
Cidade do México, a maior cidade de língua espanhola.

México é o país com o maior número de falantes da língua, quase um terço do total. Com uma ou outra denominação, é uma das línguas oficiais da Bolívia (com a nova Constituição aprovada em 2007, Título I, Capítulo 1 Artigo 5, nº 1, cooficial a "todas as línguas das nações povos indígenas e camponeses indígenas, Na Colômbia (juntamente com as línguas e dialectos dos grupos étnicos nos seus territórios e Inglês em San Andres, Providencia e Santa Catalina),), Costa Rica, Cuba, Equador (Sob a nova Constituição de 2008, Título I, artigo 2, "O castelhano é a língua oficial do Equador, Kichwa e Shuar são as línguas oficiais de relações interculturais, Outras línguas ancestrais são para uso oficial dos povos indígenas nas áreas onde eles vivem e nos termos estabelecidos por lei. O Estado deve respeitar e encorajar a conservação e uso), El Salvador, Guatemala, Honduras, Nicarágua (cuja Constituição, título II, artigo 12, prevê ainda que "as línguas das Comunidades da Costa Atlântica da Nicarágua também têm utilização pública, nos casos estabelecidos por lei"), Paraguai (co-oficial com Guarani), Peru (co-oficial com quíchua, aimara e outras línguas indígenas, onde predomina) e Venezuela (cuja constituição prevê ainda que "as línguas indígenas também são de uso oficial para os povos indígenas e devem ser respeitados em todo o território da República, como patrimônio cultural constituindo da Nação e da humanidade").
Não há nenhuma consideração de língua oficial em outros países da América onde é a língua falada: Argentina, Chile, Porto Rico, República Dominicana, Uruguai e México (em conjunto com línguas nacionais indígenas).
Em Porto Rico, de acordo com os plebiscitos sucessivos do estatuto político do país, que somados às disposições da Constituição de 1952, foi estabelecido que "isso é a garantia permanente de cidadania americana, nossas duas línguas, hinos e bandeiras."

## Países não hispano-americanos com influência
| 50% | 20% | 5% |
| 30% | 10% | 2% |

América hispânica e porcentagem de falantes de espanhol nos países do continente americano cuja língua oficial não é o espanhola.
50%
20%
5%
30%
10%
2%

Existe uma realidade lingüística singular nos Estados Unidos devido ao avanço progressivo do bilinguismo, especialmente em cidades cosmopolitas como Nova York, Los Angeles, Chicago, Miami, Houston, San Antonio, Denver, Baltimore e Seattle. No estado do Novo México, o espanhol é usado até mesmo na administração do estado, embora esse estado não tenha nenhum idioma oficial estabelecido na constituição. O espanhol neomexicano remonta aos tempos da colonização espanhola no século XVI e preserva muitos arcaísmos. O espanhol tem uma longa história nos Estados Unidos, muitos estados e características geográficas foram nomeados nesse idioma, e foi reforçado pela imigração do resto da América. O espanhol é também a segunda língua mais ensinada no país. Os Estados Unidos são o segundo país com o maior número de falantes de espanhol.

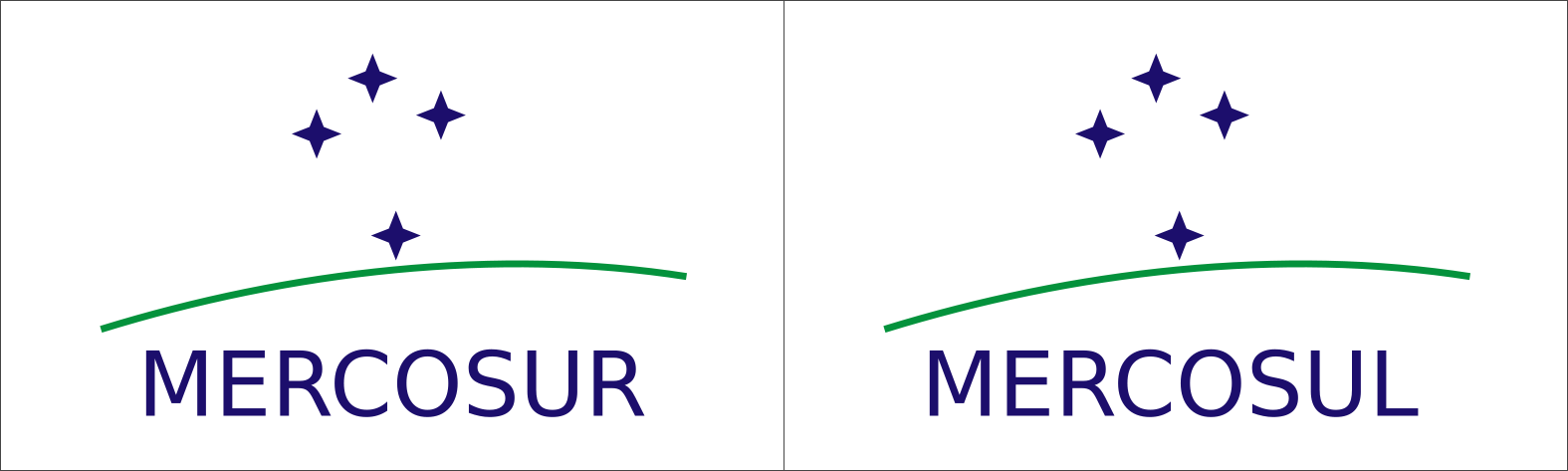
Bandeira do Mercosul em espanhol e em português.

O espanhol tornou-se importante no Brasil por causa da proximidade e crescente comércio com seus vizinhos hispano-americanos, especialmente como membro do Mercosul. Em 2005 , o Congresso Nacional do Brasil aprovou o decreto, assinado pelo presidente, conhecido como a lei do espanhol, que o oferece como língua de instrução nas faculdades e colégios do país. Em muitas cidades fronteiriças, especialmente com a Argentina, Colômbia, Uruguai e Paraguai, fala-se uma língua mista chamada Portuñol.
O espanhol não tem reconhecimento oficial na antiga colônia britânica de Belize. No entanto, de acordo com um censo de 2000, 52,1% da população fala espanhol "muito bem".
 falado principalmente por descendentes hispânicos que habitavam a região desde o século XVII. No entanto, o inglês continua sendo a única língua oficial.
Na ilha caribenha de Aruba, É falado por um grande número de pessoas. Ao contrário, dos vizinhos Curaçao e Bonaire, uma minoria fala. Devido à proximidade com a Venezuela, as três ilhas recebem o sinal em espanhol dos canais de televisão daquele país, devido aos estreitos laços comerciais e a importância do turismo de língua espanhola. Nos últimos anos, o ensino básico obrigatório do castelhano foi introduzido nas escolas, mas sem status oficial (a única língua oficial de Aruba e Antilhas Holandesas, até agora são as Holandês e Papiamento).
Por último, o espanhol não é a língua oficial do Haiti. Embora sua língua oficial seja o francês, o crioulo haitiano é amplamente falado. Perto da fronteira com a vizinha República Dominicana, o espanhol básico é entendido e falado coloquialmente.